# Kassai I. járás

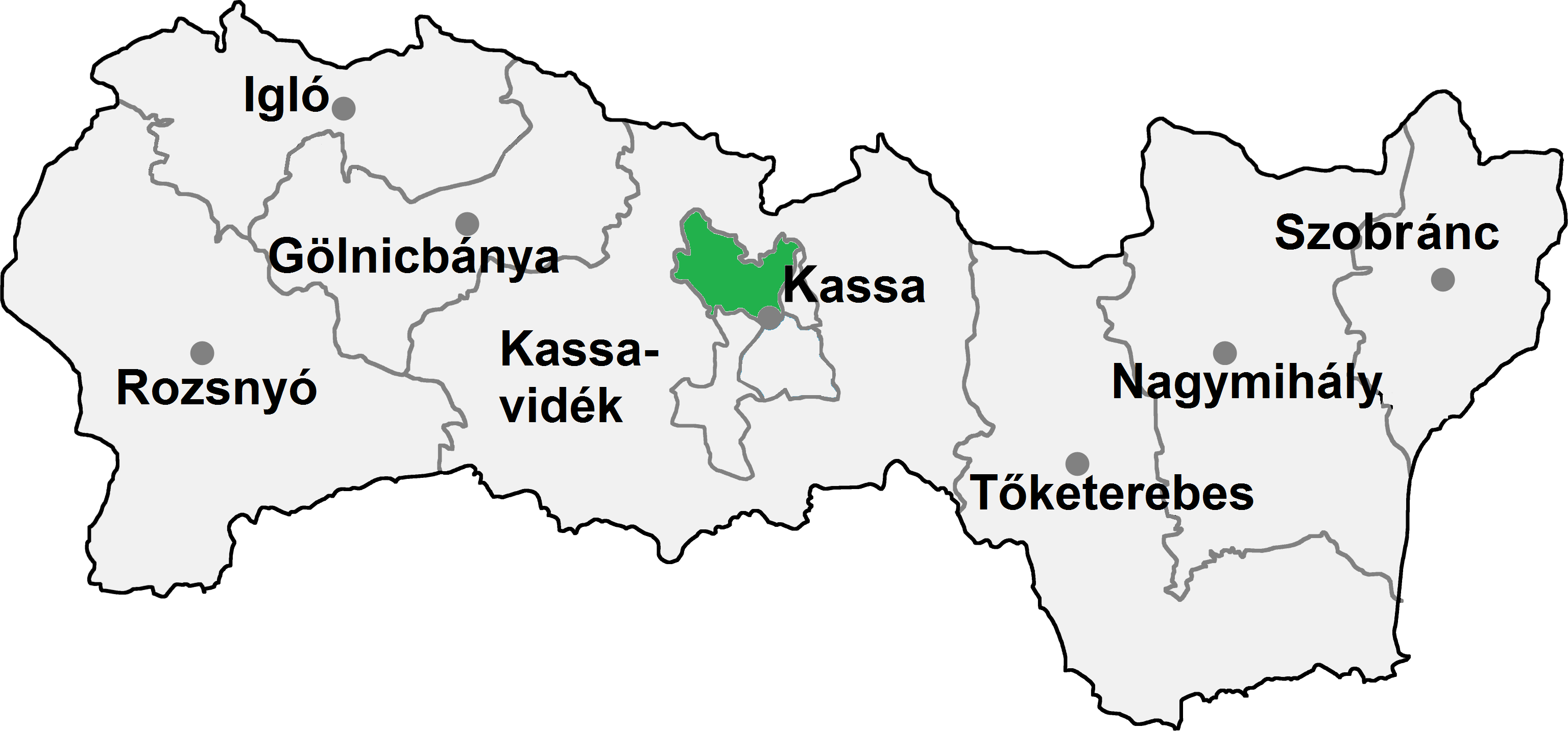
A Kassai I. járás fekvése a Kassai kerületen belül

A Kassai I. járás (Okres Košice I.) Szlovákia Kassai kerületének közigazgatási egysége. Területe 87 km², lakosainak száma 68 262 (2001), székhelye Kassa (Košice). 

## Népessége
| Év:            | 1994.  | 2004.   | 2014.   | 2024.   |
| -------------- | ------ | ------- | ------- | ------- |
| Emberek száma: | 65 057 | 68 089  | 67 842  | 62 603  |
| Eltérés:       |        | +4,66 % | -0,36 % | -7,72 % |

| Év:            | 2023.  | 2024.   |
| -------------- | ------ | ------- |
| Emberek száma: | 62 965 | 62 603  |
| Eltérés:       |        | -0,57 % |

## A Kassai I. járás települései
- Dzsungel (Džungla)
- Hernádtihany (Ťahanovce)
- Óváros (Staré Mesto)
- Kavocsán (Kavečany)
- Kassa-Észak (Sever)
- Tihany-lakótelep (Sídlisko Ťahanovce)